# Richard Rush (regista)
Richard Rush (New York City, 15 aprile 1929 – Los Angeles, 8 aprile 2021) è stato un regista, produttore cinematografico e sceneggiatore statunitense.

## Biografia
Fu candidato al premio Oscar al miglior regista nel 1981 per la direzione del film Professione pericolo.
Acquisì notorietà nel panorama cinematografico mondiale anche per alcune regie come Thunder Alley (1967) e altri film d'azione.

## Filmografia parziale

### Regista
- Thunder Alley (1967)
- Angeli dell'inferno sulle ruote (Hells Angels on Wheels) (1967)
- Violence Story (The Savage Seven) (1968)
- Psych-Out - Il velo sul ventre (Psych-Out) (1968)
- L'impossibilità di essere normale (Getting Straight) (1970)
- Una strana coppia di sbirri (Freebie and the Bean) (1974)
- Professione pericolo (The Stunt Man) (1980)
- Il colore della notte (Color of Night) (1994)

### Sceneggiatore
- Professione pericolo (The Stunt Man) (1980)
- Air America, regia di Roger Spottiswoode (1990)

### Produttore
- L'impossibilità di essere normale (Getting Straight) (1970)
- Una strana coppia di sbirri (Freebie and the Bean) (1974)
- Professione pericolo (The Stunt Man) (1980)